# Kozmológiai állandó
Kozmológiai állandónak az általános relativitáselméletben az Einstein-egyenletekben megjelenő állandót nevezik. Az űr energiasűrűsége, más néven vákuum-energia.
Jele: Λ (lambda).

## Az Einstein-egyenletek
Albert Einstein 1916-ban alkotta meg a gravitációt leíró általános relativitáselmélet alapegyenleteit:
{\displaystyle R_{\mu \nu }-{\frac {1}{2}}R\,g_{\mu \nu }={8\pi G \over c^{4}}T_{\mu \nu }}
Ezen egyenletek kozmológiai megoldásait Alexander Friedmann találta meg 1922-ben. Einsteinnek nem tetszettek a dinamikus megoldások.
A matematikai struktúra megengedte az egyenletek kibővítését egy a metrikus tenzorral arányos taggal, a következő alakban:
{\displaystyle R_{\mu \nu }-{\frac {1}{2}}R\,g_{\mu \nu }+\Lambda \,g_{\mu \nu }={8\pi G \over c^{4}}T_{\mu \nu }}
Az ebben szereplő, Λ-val jelölt arányossági tényezőt szokás kozmológiai állandónak nevezni. Az e tag bevezetésével bővített egyenleteknek már voltak a statikus univerzumhoz illeszkedő megoldásai. Ennek Einstein azért örült, mert az akkori világnézet szerint a világ statikus (változatlan) volt. Hamarosan kiderült azonban, hogy ezen megoldások instabilak. Ezért Einstein később a kozmológiai állandó bevezetését élete legnagyobb tévedésének nevezte.

## Értéke
Az első tudományos cikk, mely megfigyelési adatok alapján a kozmológiai állandó nem nulla értékére való következtetést írt le, egy magyar kutatócsoport tagjainak a nevéhez fűződik. Paál György, Holba Ágnes, Horváth István és Lukács Béla későbbi cikkekben további kozmológiai paraméterekre is becsléseket tett.
Az 1990-es évek végén a Supernova Cosmology Project és a High-z Supernova Search Csoport kutatói hasonló eredményre jutottak, mely felfedezésért 2011-ben Saul Perlmuttert, Brian P. Schmidtet és Adam Riesst fizikai Nobel-díjjal jutalmazták.